# NGC 5546
NGC 5546 is een elliptisch sterrenstelsel in het sterrenbeeld Ossenhoeder. Het hemelobject werd op 22 juni 1786 ontdekt door de Duits-Britse astronoom William Herschel.

## Synoniemen
- UGC 9148
- MCG 1-36-35
- ZWG 46.89
- PGC 51084